# Țețchea (gmina)
Țețchea – gmina w Rumunii, w okręgu Bihor. Obejmuje miejscowości Hotar, Subpiatră, Telechiu i Țețchea. W 2011 roku liczyła 3141 mieszkańców.